# Mount Druitt
Mount Druitt è un sobborgo di Sydney, nello Stato del Nuovo Galles del Sud in Australia.
Si trova a 43 km a ovest del Distretto affaristico centrale di Sydney, nell'area governativa locale di Città di Blacktown e fa parte della Grande regione occidentale di Sydney.
Nelle vicinanze si trovano i più piccoli sobborghi di: Bidwill, Blackett, Dharruk, Emerton, Hebersham, Lethbridge Park, Minchinbury, Whalan, Shalvey, Tregear e Willmot.

## Storia
Al maggiore George Druitt (1775–1842) furono concessi 8,1 km2 di terreni dal governo di Lachlan Macquarie.
L'area prese il suo nome  dopo la sua morte nel 1842 Mount Druitt.
Il servizio ferroviario arrivò a Mount Druitt il 19 agosto 1881. La stazione ha operato come ufficio postale tra il 1885 e 1918. 

## Popolazione
Nel 2001, il piano sociale della Città di Blacktown identificò che una grande parte dei residenti di Mount Druitt sono migranti provenienti da nazioni non parlanti inglese.
Il 42% dei 15,794 residenti sono nati in Australia per lo più discendenti di migranti cinesi, in confronto alla media nazionale del 70%, con un 12,0% di nati nelle Filippine, 4,4% dall'Iraq, 4,2% dal Pakistan, 3,7% dall'India e il 3,0% dalle isole Figi.